# Piero Pioppo
Piero Pioppo (Savona, 29 de setembre 1960) és un arquebisbe catòlic i diplomàtic italià, al servei della Santa Seu.

## Biografia
Fou ordenat sacerdot el 29 de juny de 1985 pel bisbe d'Acqui Livio Maritano, i llorejat en teologia dogmàtica.
L'1 de juliol de 1993 es va incorporar al cos diplomàtic de la Santa Seu. Ha servit en les representacions pontifícies de Corea del Sud i Xile. També va treballar en la Secció d'Assumptes Generals de la Secretaria d'Estat de la Santa Seu. Fou nomenat prefecte de l'Institut per a les Obres de Religió el 7 de juliol de 2006.
El 25 de gener 2010 va ser nomenat per Benet XVI nunci apostòlic a Camerun i Guinea Equatorial elevar-lo a seu titular de Torcello amb dignitat arquebisbal. Ha rebut l'ordenació episcopal el 18 de març de 2010 de mans del cardenal secretari d'Estat Tarcisio Bertone, i els co-consagrants foren Pier Giorgio Micchiardi i Nestorius Timanywa. Sap parlar anglès, francès i espanyol.